# Phrurolithus singulus
Phrurolithus singulus är en spindelart som beskrevs av Willis J. Gertsch 1941. Phrurolithus singulus ingår i släktet Phrurolithus och familjen flinkspindlar. Inga underarter finns listade i Catalogue of Life.